# Darko Nišavić
Darko Nišavić (* 28. Mai 1952; † 2005) war ein jugoslawischer Ringer und Gewinner der Bronzemedaille bei der Europameisterschaft 1972 im griech.-röm. Stil im Halbschwergewicht.

## Werdegang
Darko Nišavić war einer der vielen serbischen Weltklasseathleten, die aus der Vojvodina stammten. Er war Angehöriger von "Proleter" Zrenjanin und vertrat Jugoslawien von 1972 bis 1980 regelmäßig bei den internationalen Meisterschaften im griech.-röm. Stil. Seinen Einstand gab er bei der Junioren-Europameisterschaft (Cadets, bis 18. Lebensjahr) in Huskvarna, wo er Europameister wurde.
Bei den Senioren begann seine internationale Karriere bei der Europameisterschaft 1972 in Kattowitz. Er hatte dort einen hervorragenden Einstand und gewann mit einem Siegen über einen so starken Ringer wie Dieter Heuer aus der DDR u. unentschieden ausgegangenen Kämpfen gegen Nicolae Neguț aus Rumänien und Czesław Kwieciński aus Polen die Bronzemedaille. Zwar sollte diese Medaille die einzige Medaille bleiben, die er bei internationalen Meisterschaften bei den Senioren gewann, er erreichte aber noch einige hervorragende Platzierungen.
1973 belegte er bei der Europameisterschaft in Helsinki im Halbschwergewicht den 4. Platz. Diesen Platz erreichte er auch bei der Weltmeisterschaft 1974 in Kattowitz und bei der Europameisterschaft 1978 in Oslo. Auch bei den Olympischen Spielen 1976 in Montreal kam er auf den 4. Platz und verfehlte damit knapp eine olympische Medaille. Bei dieser Veranstaltung gelang ihm auch ein Sieg über den späteren mehrfachen Welt- und Europameister Frank Andersson aus Schweden.
Gegen Ende seiner Karriere kam Darko bei den Weltmeisterschaften 1978 in Mexiko-Stadt und 1979 in San Diego jeweils im Halbschwergewicht auf den 6. Platz. Bei seiner letzten Teilnahme an einer internationalen Meisterschaft, bei den Olympischen Spielen 1980 in Moskau schied er schon nach der zweiten Runde aus.
Während seiner ganzen Laufbahn kam Darko an zwei Ringern nie vorbei: an Waleri Resanzew, dem vielfachen Weltmeister und Olympiasieger und Stojan Nikolow (Iwanow) aus Bulgarien, dem seinerzeit klar zweitbesten Ringer der Welt in seiner Gewichtsklasse nach Resanzew. 
Darko Nišavić verstarb im Alter von erst 53 Jahren.

## Internationale Erfolge
(OS = Olympische Spiele, WM = Weltmeisterschaft, EM = Europameisterschaft, GR = griech.-röm. Stil, Hs = Halbschwergewicht, damals bis 90 kg Körpergewicht)
- 1970, 1. Platz, Junioren-EM in Huskvarna, GR, bis 87 kg Körpergewicht, vor Dimitar Stojanow, Bulgarien u. Klaus Dünnebeil, DDR;
- 1972, 3. Platz, EM in Katowice, GR, Hs, mit Siegen über Svend Erik Studsgaard, Dänemark, Michel Bourgouin, Frankreich u. Dieter Heuer, DDR, Unentschieden gegen Nicolae Neguț, Rumänien u. Czesław Kwieciński, Polen u. Niederlagen gegen Stojan Nikolow (Iwanow), Bulgarien u. Omar Bliadse, UdSSR;
- 1973, 4. Platz, EM in Helsinki, GR, Hs, mit Siegen über Josef Müller, CSSR, Nicolae Neguț u. Ali Yagmur, Türkei u. Niederlagen gegen Dieter Heuer u. Waleri Resanzew, UdSSR;
- 1973, 2. Platz, Universiade in Moskau, GR, Hs, hinter Estats Goglischidse, UdSSR u. vor Nicolae Neguț u. Georgi Rajkow, Bulgarien;
- 1973, 7. Platz, WM in Teheran, GR, Hs, mit einem Sieg über Roland Andersson, Schweden, einem Unentschieden gegen Ibrahim Kumas, Türkei u. Niederlagen gegen Nicolae Neguț u. Stojan Nikolow;
- 1974, 10. Platz, EM in Madrid, GR, Hs, nach Niederlagen gegen Dieter Heuer u. Czesław Kwieciński;
- 1974, 4. Platz, WM in Katowice, GR, Hs, m. Siegen über Jalel Karimi, Iran, Czesław Kwieciński u. Willie Williams, USA u. Niederlagen gegen Dieter Heuer u. Stojan Nikolow;
- 1975, 2. Platz, Turnier in Västerås, GR, Hs, hinter Fred Theobald, BRD u. vor Roland Andersson;
- 1975, 3. Platz, Großer Preis der Bundesrepublik Deutschland in Aschaffenburg, GR,Hs, hinter Fred Theobald u. Stojan Nikolow u. vor Toni Kunkel, BRD;
- 1975, 9. Platz, WM in Minsk, GR, Hs, nach Niederlagen gegen Waleri Resanzew u. Istvan Sellyei, Ungarn;
- 1976, 10. Platz, EM in Leningrad, GR, Hs, nach Niederlagen gegen Fred Theobald u. Stojan Nikolow;
- 1976, 4. Platz, OS in Montreal, GR, Hs, mit Siegen über James Johnsson, USA, Istvan Sellyei u. Frank Andersson, Schweden u. Niederlagen gegen Stojan Nikolow u. Czesław Kwieciński;
- 1977, 2. Platz, Turnier in Kladovo, GR, Hs, hinter Hans-Günter Klein, BRD u. vor Tolew, Bulgarien;
- 1977, unpl., EM in Bursa, GR, Hs, nach Sieg über José Blanco, Spanien u. Niederlage gegen Roman Wrocławski, Polen Aufgabe wegen Verletzung;
- 1977, 2. Platz, Mittelmeer-Spiele in Algier, GR, Hs, hinter Aslan Aslan, Türkei u. vor Michel Grangier, Frankreich;
- 1977, 2. Platz, Universiade in Sofia, GR,Hs, hinter Viktor Awdyschew, UdSSR u. vor Petre Dicu, Rumänien;
- 1978, 3. Platz, Großer Preis der BRD in Aschaffenburg, GR, Hs, hinter Janusz Trela, Polen u. Airapet Minassjan, UdSSR u. vor Petre Dicu, Czeslaw Kwiecinski u. Stojan Nikolow;
- 1978, 4. Platz, EM in Oslo, GR, Hs, mit Siegen über Stig Kleven, Norwegen, Georgios Pozidis, Griechenland u. Aslan Aslan, Türkei u. Niederlagen gegen Keijo Manni, Finnland u. Frank Andersson;
- 1978, 6. Platz, WM in Mexiko-Stadt, GR, Hs, mit Siegen über Yoshihiro Fujita, Japan u. Jimmy Martinetti, Schweiz u. Niederlagen gegen Viktor Awdyschew u. Stojan Nikolow;
- 1979, 6. Platz, WM in San Diego, GR, Hs, mit Siegen über Viktor Awdyschew u. Georgios Pozidis u. Niederlagen gegen Czeslaw Kwiecinski u. Petro Pawlidis, BRD;
- 1980, 13. Platz, OS in Moskau, GR, Hs, mit einem Sieg über Jose Poll, Kuba u. einer Niederlage gegen Stojan Nikolow